# Teatro de Música Estatal Academico de Azerbaiyán
El Teatro de Música Estatal Academico de Azerbaiyán (en azerí: Azərbaycan Dövlət Akademik Musiqili Teatrı) es uno de los principales teatros musicales de Azerbaiyán.   

## Historia
La comedia musical se desarrolló en Azerbaiyán a principios del siglo XX. En Azerbaiyán el fundador del género de ópera y de comedia musical es Uzeyir Hajibeyov.
El estreno de la comedia musical Marido y mujer, escrita por Uzeyir Hajibeyov en el año 1909, tuvo lugar el 24 de mayo de 1910 en Bakú. Hasta 1938, las comedias musicales fueron mostradas en el escenario del Teatro Ópera y Ballet Académico Estatal de Azerbaiyán. En septiembre del mismo año fue organizado el Teatro de Comedia Musical Estatal de Azerbaiyán. La compañía teatral puso en escena las comedias musicales  Marido y mujer (U. Hajibeyov), El soltero casado (Z. Hajibeyov),  Mazurka azul (Franz Lehár), Arshin mal alan (U. Hajibeyov), La princesa del circo (Imre Kálmán Koppstein) y Boda en Malinovka (B. Aleksandrov).
A partir de los años 1940 el teatro tiene un lugar importante en la vida cultural de Azerbaiyán.    
El 18 de abril de 2013 se organizó la reapertura del Teatro de Música Estatal de Azerbaiyán después de la reconstrucción y la restauración del edificio.
En 2019 por disposición del Presidente de la República de Azerbaiyán el teatro recibió un estatuto académico.

## Galería

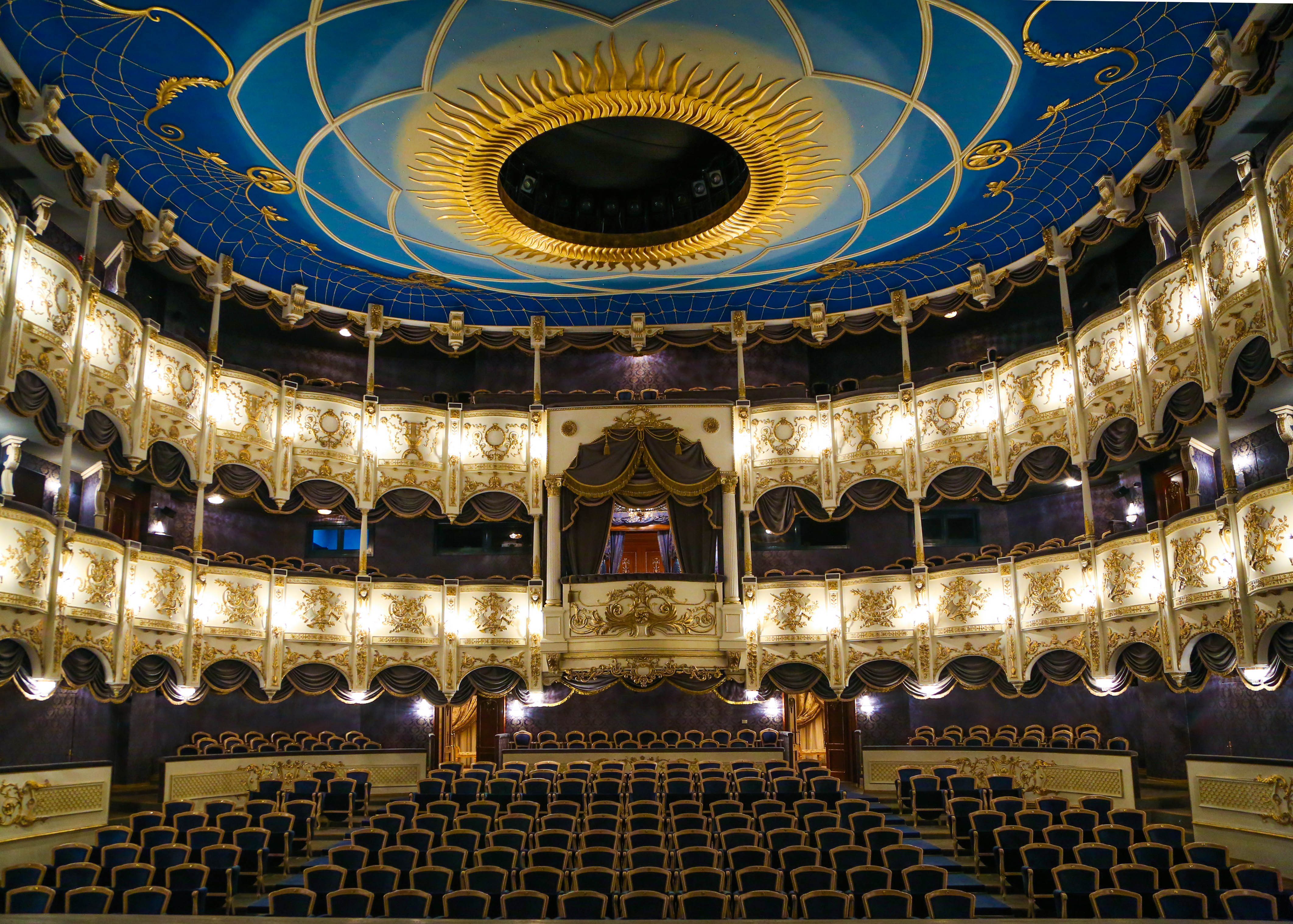
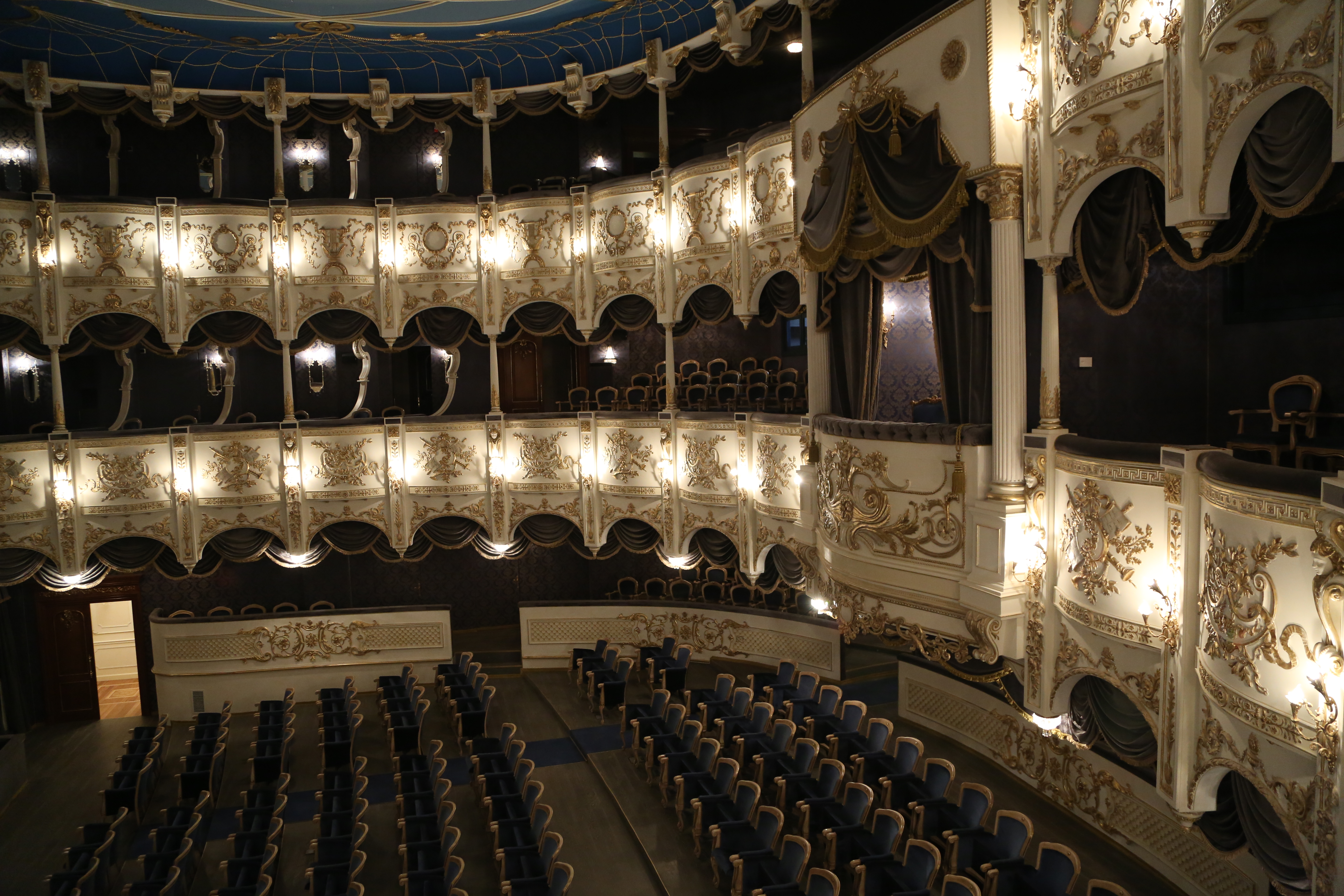
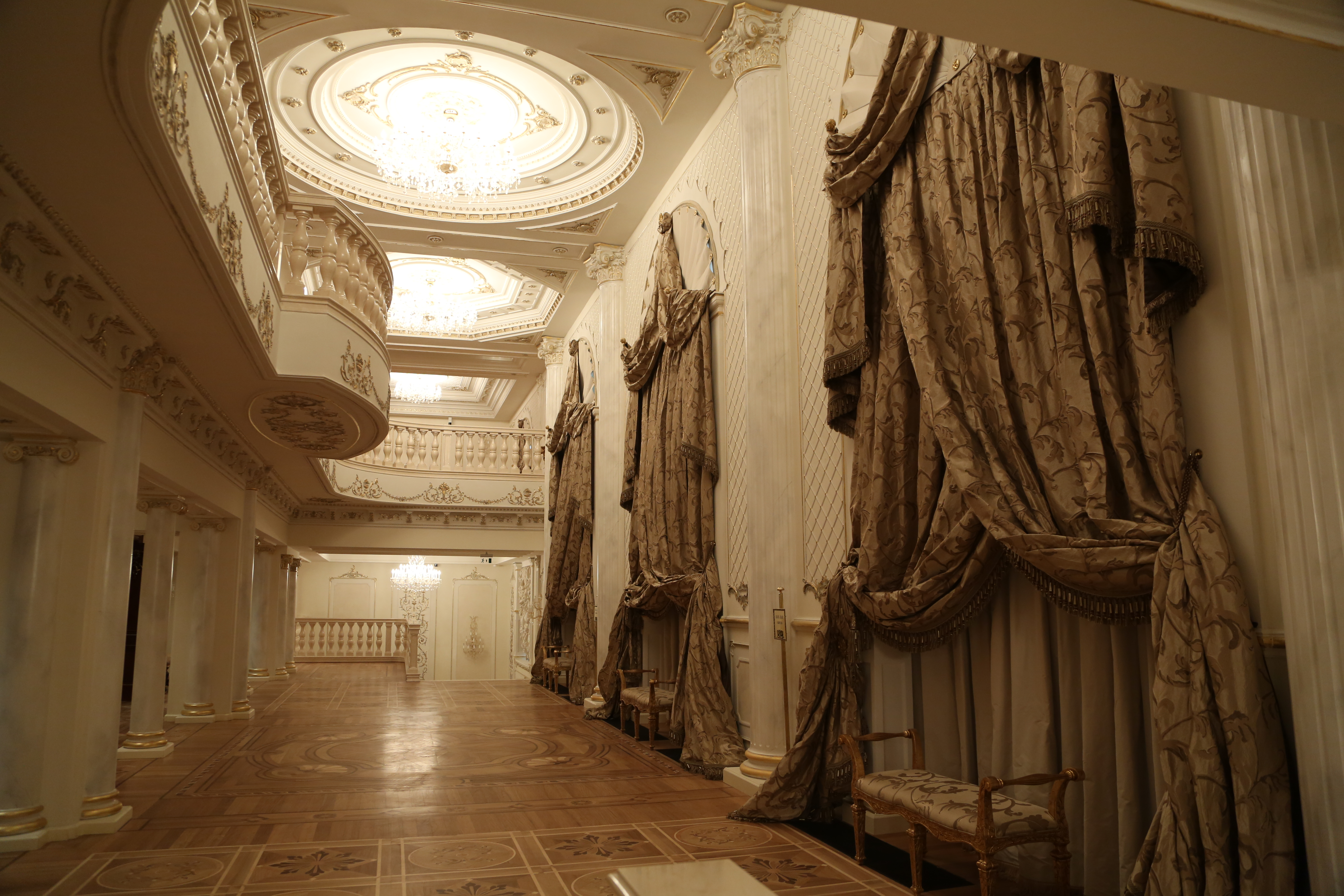
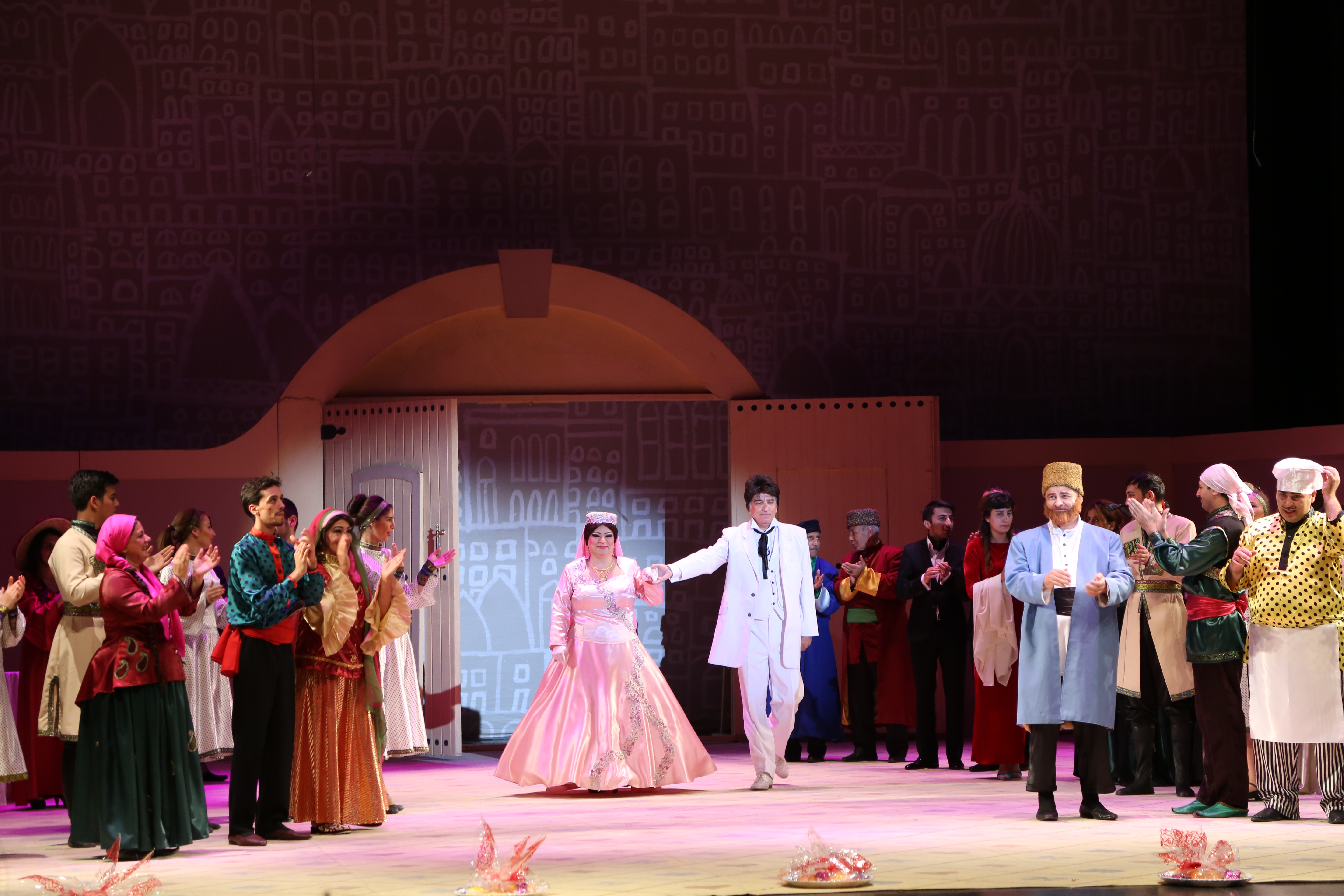